# Општина Санзиени (Ковасна)
Санзиени (рум. Sânzieni) општина је у Румунији у округу Ковасна.
Oпштина се налази на надморској висини од 601 m.